# 莫琳·希凯
莫琳·希凯（英語：Maureen Chiquet, 1963年—）是一位美国企业家。

## 生平
1963年出生于美国圣路易斯 (密苏里州)，毕业于耶鲁大学。1988年在巴黎欧莱雅总部实习后返回美国进入盖璞任职。1994年担任旗下品牌老海军执行副总裁。2002年担任香蕉共和国总裁。2003年加入香奈儿担任美国分公司首席执行官。2007年香奈儿组织架构重组后担任集团全球首席执行官，2016年1月因与董事会策略分歧辞职。

## 著作
- 《深度思考》，江苏凤凰文艺出版社，2018年9月，ISBN 9787559415103